# マフラ
マフラ（ポルトガル語: Mafra [ˈmafɾɐ] ( 音声ファイル)）はポルトガル西海岸リスボン県（リスボン都市圏）にある都市である。ポルトガルの首都リスボンの北西28kmに位置する。
マフラは17の地区より構成される都市であるが、その中心は、マフラ中心市街地を構成するマフラ地区と大西洋岸のエリセイラ地区である。マフラ地区には、ポルトガルを代表するバロック建築であるマフラ国立宮殿がある。また、海岸のエリセイラ地区はサーフィンの名所となっている。
そのほかに、マフラで有名なのが、ジョアン5世がマフラ国立宮殿を建設している際に狩猟のために作った王家の狩猟公園がある。
ポルトガル政府は、「マフラ宮殿とマフラ修道院、王家の狩猟公園」の名前で、ユネスコの世界遺産の暫定リストに登録している。
A8高速道路の完成後、リスボンへの通勤者が増えている。

## スポーツ
サッカークラブのCDマフラが本拠地としている。